# 481 km
481 km (ros. 481 км) – przystanek kolejowy w pobliżu miejscowości Ziuźki, w rejonie krasninskim, w obwodzie smoleńskim, w Rosji. Leży na linii Moskwa - Mińsk - Brześć.